# Åke Lindblom
Bengt Åke Lindblom, född 4 oktober 1954, är en svensk travkusk och travtränare. Lindblom har sin bas, Åke Lindblom Stable AB, på gården Gröndal utanför Arboga i Västmanlands län. Stallets hemmabana är Örebrotravet.
Han är kusin till travtränaren och kusken Carl-Erik Lindblom.

## Karriär

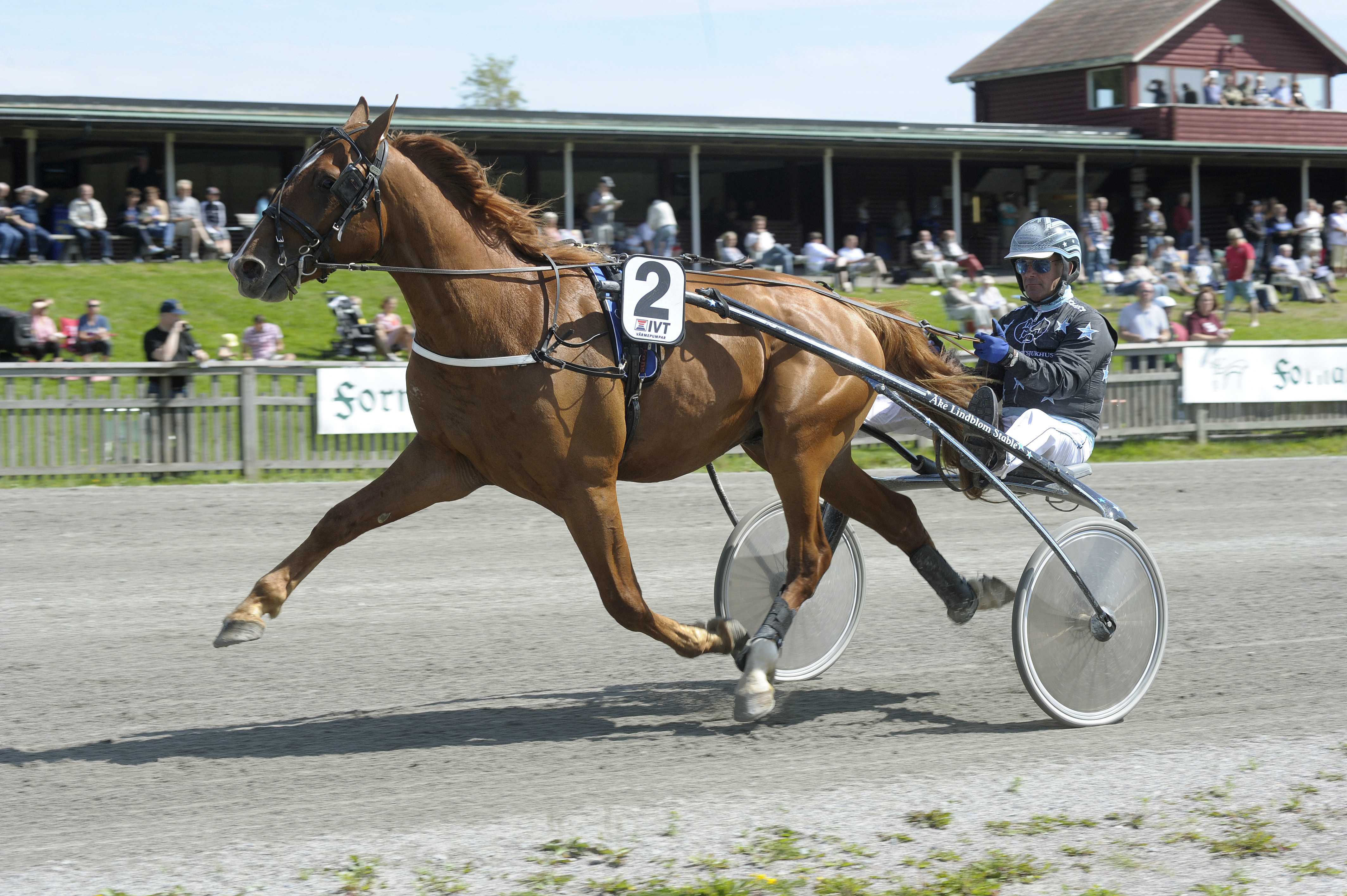
Åke Lindblom och Re Doc i juli 2012.

Lindblom tog sin första seger 1975 på Romme travbana med hästen Piccadilly Speed. Han tog ut sin proffstränarlicens 1987 och är tränare vid Örebrotravet sedan 1988. Den 23 december 2012 på Solvalla tog Lindblom sin 1 000:e seger som kusk, då han vann lopp tillsammans med hästen Warica. Den 9 november 2018 på Örebrotravet tog han sin 1 000:e seger som tränare tillsammans med hästen U.B.Cool.
Han har tränat flera framgångsrika hästar. Bland andra Viva Mon (segrare i Drottning Silvias Pokal 1989), Gatzy Lavec (tvåa i både långa och korta E3 för ston 2001), Winning Love (segrare i Harper Hanovers Lopp 2012) och M.T.Le Bron (tvåa i långa E3 2640 m för hingstar/valacker 2016). Sauveur är dock den travare som Lindblom rönt störst framgångar med. Det är även den häst som Lindblom själv anser varit den mest kapabla han tränat. Tillsammans med Sauveur vann han bland annat ett uttagningslopp till Svenskt Travderby 2014, kom fyra i Jubileumspokalen 2015, vann en final av Silverdivisionen 2015, kom tvåa i Olympiatravet 2016, tvåa i Harper Hanovers Lopp 2016, tvåa i Norrbottens Stora Pris 2016 och segrade till slut i Ulf Thoresens Minneslopp 2016. Den 27 augusti 2016 stod det klart att Sauveur lämnar Lindblom för Fabrice Souloy, då ägarna vill se honom tävla i Frankrike. Totalt sprang Sauveur in cirka 4 miljoner kronor och tog 16 segrar på 30 starter i Lindbloms regi. Just nu är hästen Chapuy en av de mest framgångsrika i hans stall med över en miljon insprunget befinner sig hästen våren 2022 i Svensk travsports sliverdivision.

## Segrar i större lopp
| År   | Lopp                                 | Häst            | Grupp   |
| ---- | ------------------------------------ | --------------- | ------- |
| 1989 | Drottning Silvias Pokal              | Viva Mon        | Grupp 1 |
| 1995 | Silverdivisionens final, sept        | Earnest         | -       |
| 2003 | Silverdivisionens final, juni        | Confess Arnie   | -       |
| 2005 | Prix Amalthea                        | Confess Arnie   | -       |
| 2007 | Gösta Nordins Lopp                   | Lugdunum        | -       |
| 2008 | Walter Lundbergs Memorial            | French Cocktail | -       |
| 2011 | Prix de la Porte de Vitry            | Unite d'Habern  | -       |
| 2012 | Silverdivisionens final, april       | I Saw You       | -       |
| 2012 | Harper Hanovers Lopp                 | Winning Love    | Grupp 2 |
| 2012 | Breeders' Crown, 2-åriga             | Re Doc          | -       |
| 2012 | E3-revanschen, ston                  | Kaisi Southwind | Grupp 2 |
| 2012 | Gösta Nordins Lopp                   | I Saw You       | -       |
| 2014 | Silverdivisionens final, juni        | A.Hannibal      | -       |
| 2014 | Prix de Clarbec                      | Aldo Star       | -       |
| 2014 | Prix des Dauphinelles                | Aldo Star       | -       |
| 2015 | Bronsdivisionens final, maj          | Sauveur         | -       |
| 2015 | Walter Lundbergs Memorial            | Sauveur         | -       |
| 2015 | Silverdivisionens final, nov         | Sauveur         | -       |
| 2016 | Ulf Thoresens Minneslopp             | Sauveur         | Grupp 1 |
| 2016 | Norrbottens Stora Pris               | Sauveur         | Grupp 1 |
| 2018 | Margaretas Tidiga Unghästserie, juli | Butterfly Ima   | -       |
| 2019 | Margaretas Tidiga Unghästserie, maj  | Karat Band      | -       |
| 2019 | K.G. Bertmarks Minne                 | Porthos Race    | -       |